# Герб Гощі
Герб Го́щі — офіційний символ селища Гоща Рівненської області. Затверджений 29 липня 1997 року сесією Гощанської селищної ради.

## Опис (блазон)
У червоному полі золотий лапчастий хрест, над яким три срібні лілеї — одна над двома.

## Історія
У 1992 р. розроблено сучасну емблему Гощі (автор проєкту — Ю. Калюх). Знак становив собою фігурний вирізний щит у формі стилізованого хреста, завершеного вгорі зубцями замкової вежі. На червоному тлі були зображені три білі лілеї та дата «1152». Пізніше цей варіант доопрацьовано відповідно до геральдичних норм, а також розроблено проєкт прапора. У нових знаках поєднано герб князів Гойських та символ Волині.

## Автори
Автори — Ю. Я. Калюх, А. Б. Гречило та Ю. П. Терлецький.